# Ophiuche degesalis
Ophiuche degesalis är en fjärilsart som beskrevs av Walker 1859. Ophiuche degesalis ingår i släktet Ophiuche och familjen nattflyn. Inga underarter finns listade i Catalogue of Life.